# Stavropol-SKFU
Stavropol-SKFU er en russisk håndboldklub, hjemmehørende i Stavropol, Rusland. Kvindeholdet spiller i den bedste kvindelige russiske håndboldrække Russisk Superliga (gruppe B, pr. 2021/22).